# Punto Radio
Punto Radio — испанская радиостанция, просущестовавшая в период с 2004 по 2011 год. Принадлежала медиакомпании Grupo Vocento. Punto Radio начало регулярное вещание 6 сентября 2004 года. Уже через год после основания аудитория радиостанции досигла 500 000 человек. Вещание производилось в цифровом формате, а также в диапазонах FM и AM. В октябре 2011 года Vocento уволила двух наиболее популярных радиоведущих и создало на базе Punto Radio две новые радиостанции: ABC Punto Radio и Punto Radio Euskadi.